# Homo ludens
Homo ludens, latin för "den lekande människan", är en vetenskaplig föreställning som först beskrevs 1938 av Johan Huizinga, en nederländsk kulturhistoriker. I sin bok Homo ludens beskrev Huizinga hur spel och lek har funnits prekulturellt och hur detta blivit kultur och hur det format människan som kulturvarelse. Spelen och leken har varit en förutsättning för människans förmänskligande och en grund för fredlig samvaro.

## Begreppet hos olika tänkare

### Huzinga – Proeve eener bepaling van het spel-element der cultuur
Huzinga beskriver några saker som definierar spel och lek.
1. Lek är gratis, det är frihet. Play is free, is in fact freedom.
2. Lek är inte på riktigt eller verkligt. Play is not “ordinary” or “real” life.
3. Lek skiljer sig från det riktiga livet både i tidsomfång och rum. Play is distinct from “ordinary” life both as to locality and duration.
4. Lek skapar ordning, är ordning. Lek kräver först och främst fasta regler. Play creates order, is order. Play demands order absolute and supreme.
5. Lek har ingen koppling till vinst av egendom, ingen egendom kan vinnas. Play is connected with no material interest, and no profit can be gained from it.

Boken:
- Homo ludens: proeve eener bepaling van het spel-element der cultuur (Haarlem, 1940). Libris 2360789.
- Homo ludens: Versuch einer Bestimmung des Spielelementes der Kultur (Amsterdam, 1939) Libris 2713088.
- Homo ludens: a study of the play-element in culture (Boston, 1955). ISBN 0-8070-4681-7. Libris 8310682. (uppl. 1950 på Internet Archive)

### Schiller
Friedrich Schiller har en liknande föreställning, i Über die ästhetische Erziehung des Menschen (1795).

### Herbert Marcuse
En som har forskat på ämnet är sociologen Herbert Marcuse, med sitt verk Der eindimensionale Mensch (1964). Den spelade en avgörande roll i 1960-talens studentrevolter, som Majrevolten.

### Asger Jorn
Den danske konstnären Asger Jorn (1914–1973) använde begreppet och gestaltade det. Den grupp han var medgrundare till, Situationisterna, var för en radikal frihetlig vänsterorienterad kritik av samhället, och som tog begreppet till sig, menade att samhället drabbats av varufetischism och att ett av de fel som förelåg var spelets förtvinande.

### Robert Pfaller
Den österrikiske konstteoretikern Robert Pfaller(de) skrev Die Illusionen der anderen. Über das Lustprinzip in der Kultur. (2002). ISBN 3-518-12279-7. Libris 12135949.

### Horst Bredekamp
Den tyske konsthistorikern Horst Bredekamp(de) skrev Spielen (2005), som behandlar den lekande människan. 